# 졸업 (2018년 영화)
"졸업"은 2018년에 제작한 대한민국의 영화이다.

## 줄거리
어려서부터 엄마와 둘이 살아온 해랑은 졸업을 앞둔 미술감독 지망생이다. 어느 날 엄마가 퇴사하게 되면서 해랑은 갑작스러운 독립을 하게 된다. 처음으로 모든 것을 혼자 하게 된 해랑은 미래에 대해 갈등하게 될 사건들을 마주한다.
[제19회 전주국제영화제]

## 캐스팅
주연
- 이태경 - 해랑 역
- 김소라 - 은아 역

조연
- 최희승 - 김희진 역
- 김진구 - 김 교수 역